# Ontmanteling
Ontmanteling heeft meerdere betekenissen:
- In de vestingbouwkunde wordt hiermee bedoeld het opheffen van de vestingfunctie door het weghalen c.q. onklaar maken van alle oorlogstuig op stadsmuren, bij stadspoorten, borstweringen en buiten de stadsmuren gelegen vestingwerken. Na ontmanteling konden de betreffende locaties eventueel worden geslecht (afgebroken).
- In het algemeen verwijst het naar het opheffen van een georganiseerd geheel door de onderdelen ervan uiteen te nemen:
  - In de industrie het leeghalen van een fabriek door het te ontdoen van machines en inventaris, of in het algemeen gedeeltelijke of gehele liquidatie van een fabriek, zoals ontmanteling van een kerncentrale
  - ontmanteling van een systeem, zoals Kernwapenontmanteling[1]
  - ontmanteling van een organisatie[2] of netwerk[3]

## Ontmanteling in de vestingbouwkunde
Ontmanteling betekent in de vestingbouwkunde het onklaar maken van borstweringen en vestingwerken. De omwalling van een vestingstad, bestaande uit aarden wallen en/of stadsmuren werd gezien als een "mantel", ter bescherming tegen de "regen van pijlen, kogels enzovoort". Het afgraven van wallen, en dempen van grachten noemt men slechten.

### Vestingwet
In Nederland maakte de vestingwet uit 1874 het mogelijk dat steden hun vestingwerken konden afbreken, om de plaats vrij te maken voor nieuwe stedelijke voorzieningen op de vrijgekomen grond.
 De Vestingwet was het eindpunt van een al langer bestaande ontwikkeling, waarbij zelfs al in het begin van de negentiende eeuw de vestingfunctie van sommige steden werd opgeheven. Voorbeelden zijn Arnhem (1817), Roermond (1819), Haarlem (1821) en Utrecht (1829).. Maastricht, het Bolwerk der Nederlanden, verkreeg op 29 mei 1867 met Venlo, Vlissingen en enkele vestingen in de noordwesthooek van Noord-Brabant en langs de Schelde de opheffing van de vesting. 
De terreinen werden door het Ministerie van Oorlog via de Dienst Registratie en Domeinen verkocht aan de gemeenten. Om ongebreidelde stadsuitbreiding te beteugelen waren ingenieuze stedenbouwkundige ontwerpen noodzakelijk. De ingenieur Frederik Willem van Gendt was hierin na 1871 een belangrijk adviseur. Onderdelen van de door hem voorgestelde plannen waren uitbreiding van het stratenplan, wandelparken en nieuwbouw in buiten de oorspronkelijke stadsmuren gelegen villaparken.

## Zie ook

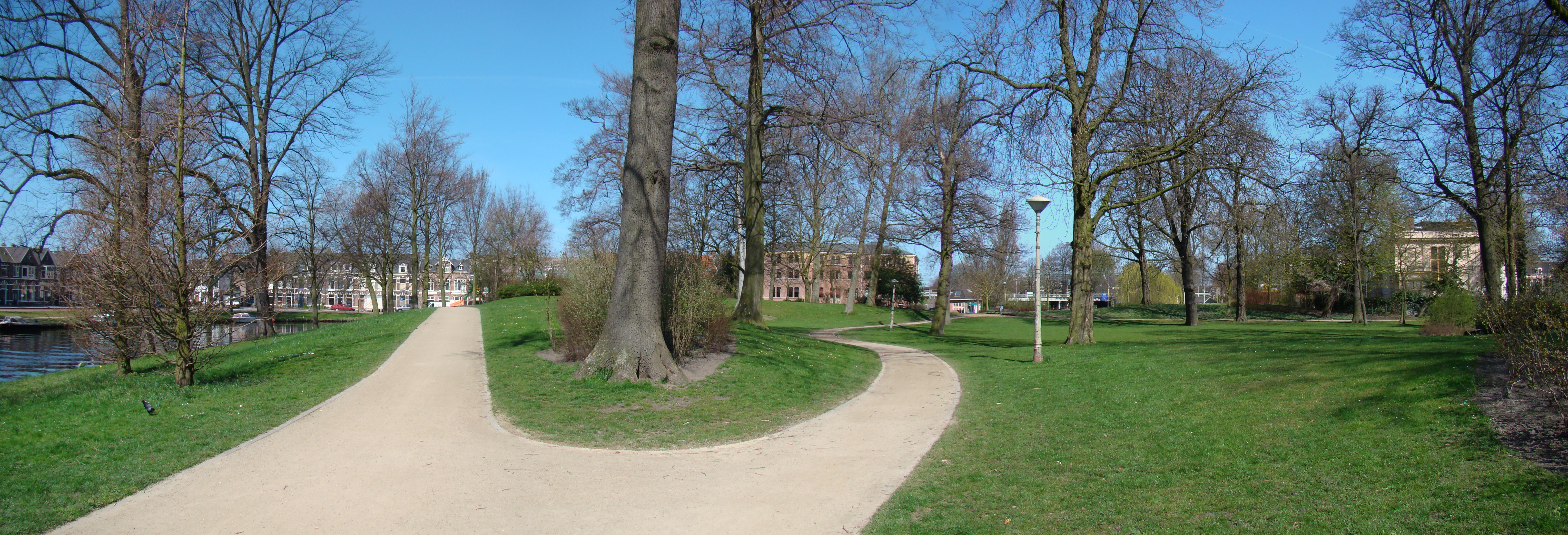
Ontmantelde vestingwerken Kenaupark te Haarlem